# Pont-à-Marcq
Pont-à-Marcq là một xã ở trong tỉnh Nord ở miền bắc nước Pháp. Xã này có diện tích 2,22 kilômét vuông, dân số năm 1999 là 2115 người. Xã nằm ở khu vực có độ cao trung bình 37 mét trên mực nước biển.